# Prawo i porządek
Prawo i porządek, znany także pod nazwą W obronie prawa oraz Prawo i bezprawie (oryg. Law & Order) – amerykański serial kryminalny autorstwa Dicka Wolfa. Serial ukazuje zbrodnie inspirowane prawdziwymi wydarzeniami ukazane z dwóch punktów widzenia: policji prowadzącej śledztwo oraz sądu, w którym prowadzona jest sprawa. Prawo i porządek było produkowane przez stację NBC nieprzerwanie od 1990 do 2010 roku, co dało mu pierwsze miejsce wśród najdłużej emitowanych amerykańskich seriali w tzw. prime time, czyli wieczornej porze najwyższej oglądalności.
W Polsce serial emitował RTL 7, Hallmark Channel oraz TVP2 pod tytułem W obronie prawa. Obecnie serial jest emitowany na antenie 13th Street Universal.

## Inne produkcje
Dick Wolf stworzył kilka seriali mających w nazwie Law & Order (spin off) na przykład: Prawo i porządek: sekcja specjalna, Prawo i porządek: Zbrodniczy zamiar, Prawo i porządek: Los Angeles, Law & Order: UK, jeden film fabularny, Exiled: A Law & Order Movie i kilka gier komputerowych. Analogiczne seriale wyprodukowano w Wielkiej Brytanii, Francji i Rosji.

## Obsada
| Aktor               | Rola              | Zawód                                                           | Sezon        | Uwagi                                        |
| ------------------- | ----------------- | --------------------------------------------------------------- | ------------ | -------------------------------------------- |
| George Dzundza      | Max Greevey       | starszy detektyw (sierżant)                                     | sezon 1      |                                              |
| Chris Noth          | Mike Logan        | młodszy detektyw                                                | sezony 1–5   |                                              |
| Paul Sorvino        | Phil Cerreta      | starszy detektyw (sierżant)                                     | sezony 2–3   |                                              |
| Jerry Orbach        | Lennie Briscoe    | starszy detektyw                                                | sezony 3–14  |                                              |
| Benjamin Bratt      | Rey Curtis        | młodszy detektyw                                                | sezony 6–9   | gościnne występy: sezon 20                   |
| Jesse L. Martin     | Ed Green          | młodszy detektyw, starszy detektyw                              | sezony 10–18 |                                              |
| Dennis Farina       | Joe Fontana       | starszy detektyw                                                | sezony 15–16 |                                              |
| Michael Imperioli   | Nick Falco        | młodszy detektyw                                                | sezon 15     | gościnne występy: sezon 16                   |
| Milena Govich       | Nina Cassady      | młodszy detektyw                                                | sezon 17     |                                              |
| Jeremy Sisto        | Cyrus Lupo        | młodszy detektyw, starszy detektyw                              | sezony 18–20 |                                              |
| Anthony Anderson    | Kevin Bernard     | młodszy detektyw                                                | sezony 18–20 |                                              |
| Dann Florek         | Donald Cragen     | kapitan                                                         | sezony 1–3   | gościnne występy: sezony 5, 10, 15           |
| S. Epatha Merkerson | Anita Van Buren   | porucznik                                                       | sezony 4–20  |                                              |
| Richard Brooks      | Paul Robinette    | asystent prokuratora okręgowego                                 | sezony 1–3   | gościnne występy: sezony 6, 16, 17           |
| Jill Hennessy       | Claire Kincaid    | asystent prokuratora okręgowego                                 | sezony 4–6   |                                              |
| Carey Lowell        | Jamie Ross        | asystent prokuratora okręgowego                                 | sezony 7–8   | gościnne występy: sezony 10, 11              |
| Angie Harmon        | Abbie Carmichael  | asystent prokuratora okręgowego                                 | sezony 9–11  |                                              |
| Elisabeth Röhm      | Serena Southerlyn | asystent prokuratora okręgowego                                 | sezony 12–15 |                                              |
| Annie Parisse       | Alexandra Borgia  | asystent prokuratora okręgowego                                 | sezony 15–16 |                                              |
| Alana de la Garza   | Connie Rubirosa   | asystent wykonawczy prokuratora okręgowego                      | sezony 17–20 |                                              |
| Michael Moriarty    | Ben Stone         | asystent wykonawczy prokuratora okręgowego                      | sezony 1–4   |                                              |
| Sam Waterston       | Jack McCoy        | asystent wykonawczy prokuratora okręgowego, prokurator okręgowy | sezony 5–20  |                                              |
| Linus Roache        | Michael Cutter    | asystent wykonawczy prokuratora okręgowego                      | sezony 18–20 |                                              |
| Steven Hill         | Adam Schiff       | prokurator okręgowy                                             | sezony 1–10  |                                              |
| Dianne Wiest        | Nora Lewin        | prokurator okręgowy                                             | sezony 10–11 |                                              |
| Fred Thompson       | Arthur Branch     | prokurator okręgowy                                             | sezony 13–17 |                                              |
| Carolyn McCormick   | Elizabeth Olivet  | psycholog                                                       | sezony 3–4   | gościnne występy: sezony 2, 5–7, 9–10, 13–20 |

## Odcinki
| Sezon | Sezon | Odcinki | Oryginalna emisja    | Oryginalna emisja |
| Sezon | Sezon | Odcinki | premiera sezonu      | finał sezonu      |
| ----- | ----- | ------- | -------------------- | ----------------- |
|       | 1     | 22      | 13 września 1990     | 9 czerwca 1991    |
|       | 2     | 22      | 17 września 1991     | 14 maja 1992      |
|       | 3     | 22      | 23 września 1992     | 19 maja 1993      |
|       | 4     | 22      | 15 września 1993     | 25 maja 1994      |
|       | 5     | 23      | 21 września 1992     | 24 maja 1993      |
|       | 6     | 23      | 20 września 1995     | 22 maja 1996      |
|       | 7     | 23      | 18 września 1996     | 21 maja 1997      |
|       | 8     | 24      | 24 września 1997     | 20 maja 1998      |
|       | 9     | 24      | 23 września 1998     | 26 maja 1999      |
|       | 10    | 24      | 22 września 1999     | 24 maja 2000      |
|       | 11    | 24      | 18 października 2000 | 23 maja 2001      |
|       | 12    | 24      | 26 września 2001     | 22 maja 2002      |
|       | 13    | 24      | 2 października 2002  | 21 maja 2003      |
|       | 14    | 24      | 24 września 2003     | 19 maja 2004      |
|       | 15    | 24      | 24 września 2004     | 19 maja 2005      |
|       | 16    | 22      | 21 września 2005     | 17 maja 2006      |
|       | 17    | 22      | 22 września 2006     | 18 maja 2007      |
|       | 18    | 18      | 2 stycznia 2008      | 21 maja 2009      |
|       | 19    | 22      | 5 listopada 2008     | 3 czerwca 2009    |
|       | 20    | 23      | 25 września 2009     | 24 maja 2010      |